# Mopsechiniscus granulosus
Mopsechiniscus granulosus är en djurart som tillhör fylumet trögkrypare, och som beskrevs av Mihelcic 1967. Mopsechiniscus granulosus ingår i släktet Mopsechiniscus och familjen Echiniscidae. Inga underarter finns listade i Catalogue of Life.